# C.G.N. de Vooys
Cornelis Gerrit Nicolaas de Vooys, ook de Vooijs (Gouda, 26 mei 1873 - Utrecht, 6 november 1955) was een Nederlands taal- en letterkundige.  De Vooys is bekend vanwege zijn veel gebruikte Nederlandse literatuurgeschiedenis (Historische) Schets van de Nederlandse letterkunde (32 drukken), vanwege zijn inzet voor spellinghervorming en vanwege zijn invloed door zijn vele publicaties, promovendi en het door hem opgerichte tijdschrift De Nieuwe Taalgids.

## Jeugd, studie
De Vooys werd in 1873 geboren als zoon van de goudsmid Gerrit Cornelis de Vooys (1847-1916) en Neeltje Kruit (1850-1933). Na de HBS volgde De Vooys het gymnasium in zijn woonplaats Gouda. Hij studeerde Nederlandse taal- en letterkunde aan de Universiteit Leiden, waar hij in 1900 promoveerde bij Jacob Verdam op het proefschrift Middelnederlandsche legenden en exempelen.

## Leven en werk
De Vooys werd in 1902 leraar Nederlands op het gymnasium in Assen. Daar kwamen al snel drie initiatieven uit de handen van De Vooys. In 1906 verscheen zijn artikel 'Konservatieve taalgeleerdheid' in het tijdschrift De Beweging, en in de jaren daarna publiceerde De Vooys diverse artikelen en brochures waarin hij pleitte voor vereenvoudigde spelling. In 1907 verscheen de eerste aflevering van het tijdschrift De Nieuwe Taalgids –in titel niet toevallig een knipoog naar De Nieuwe Gids, dat in letterkundig opzicht naar nieuwe wegen had gezocht. In 1908 verscheen de eerste druk (van in totaal 32 drukken, tot in 1980) van  de (Historische) Schets van de Nederlandse letterkunde.
In 1915 werd De Vooys hoogleraar Nederlandse taal en letterkunde in Utrecht. Dat zou hij blijven tot 1946. In dat jaar hield hij zijn afscheidsrede Herdenking en verantwoording. Hij was een groot inspirator. Dat was hij niet alleen voor zijn studenten in Utrecht, maar voor de Neerlandistiek als geheel. Hij publiceerde veel, stimuleerde jonge onderzoekers en bezocht binnen- en buitenlandse bibliotheken en congressen. Bij terugkomst van een congres van de Koninklijke Vlaamse Academie voor Taal- en Letterkunde in Gent werd hij in Utrecht op 82-jarige leeftijd slachtoffer van een verkeersongeluk.

## Onderscheidingen  en vernoemingen
- Eredoctoraten van de Universiteit Gent (1935) en van de Universiteit van Potchefstroom
- Erelidmaatschap van de Maatschappij der Nederlandse Letterkunde
- Literair-wetenschappelijk tijdschrift Vooys

## Familie
In 1904 trouwde De Vooys met Catharijna Clara Maria Kluit; de geograaf Adriaan de Vooys is hun zoon. De werktuigbouwkundige Isaäc Pieter de Vooys was een broer.

## Publicaties (selectie)
- Middelnederlandsche legenden en exempelen. Bijdrage tot de kennis van de prozalitteratuur en het volksgeloof der middeleeuwen. ’s Gravenhage, Nijhoff, 1900 (Proefschrift Leiden)
- Historische schets van de Nederlandsche letterkunde. Groningen, Wolters, 1908. Vanaf 25e druk, 1958, met Garmt Stuiveling, o.d.t. Schets van de Nederlandse letterkunde; 32e druk, 1980 ISBN 90-01-91761-5
- Letterkundige studieën: verzamelde opstellen. Groningen, Wolters, 1910
- Wording en verwording van letterkundige taal. Groningen, Wolters, 1915 (Rede Rijksuniversiteit Utrecht)
- Verzamelde taalkundige opstellen. 3 vol. Groningen, Wolters, 1924-1947
- Geschiedenis van de Nederlandse taal in hoofdtrekken geschetst. Antwerpen, De Sikkel, 1931; 2e herz. druk, 1936; 3e herz. druk, 1943; 4e herz. druk, 1946; o.d.t. Geschiedenis van de Nederlandse taal. Groningen, Wolters-Noordhoff, 5e herz. druk, 1952
- Verzamelde letterkundige opstellen: nieuwe bundel. Antwerpen, De Sikkel/Amsterdam, Kosmos, 1947
- met Moritz Schönfeld: Nederlandse spraakkunst. Groningen, Wolters, 1947; 7e druk, 1967

## Over De Vooys
- 'Scherpzinnigheid, gepaard met stage werklust'. Cornelis de Vooys, de laatste allround neerlandicus. In: Maurice van Lieshout, Gevoel, vernuft en verbeelding. 200 jaar Utrechtse neerlandistiek. Uitgave van de afdeling Nederlandse Taal en Cultuur van het Departement Talen, Literatuur en Communicatie. Faculteit Geesteswetenschappen Universiteit Utrecht, 2016, p. 26-32
- W.P. Gerritsen:  C. G. N. de Vooys en de explosie van de neerlandistiek. Utrecht, Vakgroep Nederlands, Universiteit Utrecht, 1995. ISBN 9073446589
- Ger Schmook: 'Rouwhulde aan Prof. Dr. C.G.N. de Vooys'. In: Verslagen en mededelingen van de Koninklijke Vlaamse Academie voor Taal- en Letterkunde, 1955, p. 635-638
- Vooys voor De Vooys. Hulde-nummer van "De nieuwe taalgids" ter gelegenheid van de 80ste verjaardag van prof. dr. C.G.N. de Vooys op 26 mei 1953. Groningen, Wolters, 1953
- Bundel opstellen van oud-leerlingen. Aangeboden aan prof. dr. C.G.N. de Vooys ter gelegenheid van zijn vijfentwintigjarig hoogleraarschap aan de Rijksuniversiteit te Utrecht, 1915-16 october-1940. Met een bibliografie van prof. dr. C.G.N. de Vooys. Groningen, J.B. Wolters, 1940